# 3600 Archimedes
A 3600 Archimedes (ideiglenes jelöléssel 1978 SL7) a Naprendszer kisbolygóövében található aszteroida. Ljudmila Vasziljevna Zsuravljova fedezte fel 1978. szeptember 26-án.